# Cao Xá (Bắc Giang)
Cao Xá is een xã in het district Tân Yên, een van de districten in de Vietnamese provincie Bắc Giang. De provincie Bắc Giang ligt in het noordoosten van Vietnam, dat ook wel Vùng Đông Bắc wordt genoemd.